# نوار پرواز دل
نوار پرواز دل (به انگلیسی: Dell Flight Strip) یک فرودگاه همگانی بهره‌برداری هوایی است که یک باند فرود آسفالت دارد و طول باند آن ۲۱۳۴ متر است. این فرودگاه در کشور ایالات متحده آمریکا قرار دارد و در ارتفاع ۱۸۳۱ متری از سطح دریا واقع شده‌است.